# Mineral Ridge
Mineral Ridge – jednostka osadnicza w USA, w stanie Ohio, w hrabstwach Mahoning i Trumbull. Według danych z 2000 roku miejscowość miała 3900 mieszkańców.